# Habralictus bimaculatus
Habralictus bimaculatus är en biart som beskrevs av Michener 1979. Habralictus bimaculatus ingår i släktet Habralictus och familjen vägbin. Inga underarter finns listade i Catalogue of Life.